# Шония, Хухути Джагаевич
Хухути Джагаевич Шония — советский хозяйственный, государственный и политический деятель, Герой Социалистического Труда. Член КПСС с 1953 года.

## Биография
Родился в 1926 году в селе Окуми.
С 1940 года — на хозяйственной, общественной и политической работе. В 1940—1986 гг. — колхозник в бригаде кукурузовода Чоколи Квачахия, бригадир комсомольско-молодёжной бригады колхоза имени Ленина села Окуми Гальского района Абхазской АССР.
Указом Президиума Верховного Совета СССР от 22 февраля 1978 года за выдающиеся успехи, достигнутые во Всесоюзном социалистическом соревновании, проявленную трудовую доблесть в выполнении планов и социалистических обязательств по увеличению производства и продажи государству продуктов земледелия в 1977 году присвоено звание Героя Социалистического Труда с вручением ордена Ленина и золотой медали «Серп и Молот».
Избирался депутатом Верховного Совета Грузинской ССР 8-го и 10-го созывов.
Умер в селе Окуми в 1995 году.